# Сельское поселение Новое Усманово
Сельское поселение Новое Усманово — муниципальное образование в составе Камышлинского района Самарской области.
Административный центр — село Новое Усманово.

## Название
- 1974—1977 годы — Новоусмановский сельский Совет (Новоусмановский сельсовет)[2].
- 1978—1980 годы — Ново-усмановский сельский Совет (Ново-усмановский сельсовет)[2].
- 1981—1989, 1990—1993 годы — Ново-Усмановский сельский Совет народных депутатов[2].

## География
Расположен на северо-востоке Самарской области.

## История
До 1991 года в составе Клявлинского района Куйбышевской области.
25 января 1991 года в соответствии с Указом президиума Верховного Совета РСФСР № 526-Р Куйбышевская область переименована в Самарскую. Ново-Усмакновский сельский Совет и его исполком стал в Самарской области.
4 марта 1991 года вышел Указ Президиума Верховного Совета РСФСР «Об образовании Камышлинского района в Самарской области». С этого времени Ново-Усмановский сельский Совет стал Камышлинского района Самарской области.

## Административное деление
В состав сельского поселения входит 1 населённый пункт:
- село Новое Усманово.